# Pseudoxyops minuta
Pseudoxyops minuta es una especie de mantis de la familia Mantidae.

## Distribución geográfica
Se encuentra en Argentina.